# كأس أوروبا لكرة السلة 2012–13
كأس أوروبا لكرة السلة 2012–13 هو موسم من كأس أوروبا لكرة السلة. أقيم خلال الفترة 6 نوفمبر 2012 وحتى 13 أبريل 2013، وشارك فيه  32 فريقاً، وفاز فيه لوكوموتيف كوبان.